# Ivet Goranovová
Ivet Goranovová (Ивет Горанова, * 6. března 2000 Dolna Mitropolija, Plevenská oblast) je bulharská karatistka, soutěžící v disciplíně kumite. Soutěží od roku 2010, je členkou klubu Petromax Pleven a jejím trenérem je Angel Lenkov. Vedle karate se věnuje také atletice.
Na mistrovství světa v karate obsadila v letech 2018 a 2021 třetí místo v kategorii od 55 kg. Je také bronzovou medailistkou z mistrovství Evropy v karate v roce 2019. Vyhrála Evropské hry 2019 v Minsku a o dva roky později se na olympiádě v Tokiu stala historicky první olympijskou vítězkou v kumite.
V roce 2021 získala cenu Sportovec roku Bulharska.